# Vakhtang VI di Cartalia
Vakhtang VI di Cartalia, in georgiano ვახტანგ VI?, in persiano Hussein Kuli Khan‎, noto anche come Vakhtang lo Scolaro, Vakhtang il Legislatore e Ḥosaynqolī Khan (Tbilisi, 15 settembre 1675 – Astrachan', 26 marzo 1737), è stato re di Cartalia dal 1716 al 1724.
Governò il Regno di Cartalia nella Georgia orientale all'epoca in cui tale regno fu vassallo della Persia safavide dal 1716 al 1724. Considerato come uno dei più importanti uomini di stato della Georgia del XVIII secolo, fu un famoso legislatore, scolaro, critico, traduttore e poeta. Il suo regno ebbe termine con l'invasione ottomana dopo la disgregazione della Persia safavide, fatto che costrinse Vakhtang all'esilio nell'Impero russo. Con la Russia allo zenith del proprio potere, Vakhtang non fu comunque capace di ottenere il supporto dello zar, dovendo rimanere a nord dell'Impero per la propria sicurezza, senza riuscire a riconquistare il proprio trono. Venne comunque accolto a corte ed incaricato di missioni diplomatiche dall'imperatrice Anna I di Russia; morì durante una di queste spedizioni nella Russia meridionale nel 1737.

## Biografia

### Reggente
Figlio del principe Levan, fu reggente (janishin) per suo zio, Giorgio XI durante l'assenza di questi, e per suo fratello, Kaikhosro, dal 1703 al 1712. Durante questi anni, lanciò una serie di riforme da lungo tempo attese, ravvivando l'economia e la cultura, riogranizzando l'amministrazione e cercando di fortificare l'autorità regia centrale. Nel 1707–1709, revisionò sostanzialmente il codice legislativo (dasturlamali, che da lui prese il nome di "codice di Vakhtang") che operò sulla base del sistema feudale georgiano per portarlo a livello di quello russo. Chiese allo scià Husayn nel 1712 di essere confermato come wali/re di Cartalia. Lo scià si rifiutò di concedergli il titolo ma disse che lo avrebbe fatto se Vakhtang avesse abbracciato l'Islam, cosa che egli non fece e per questo venne imprigionato. Dopo una breve reggenza del principe Simone, suo fratello Jesse (Ali Quli-Khan), accondiscese alla richiesta e venne posto come nuovo sovrano nel 1714. Jesse governò Cartalia per due anni durante i quali egli soffrì di numerose opposizioni interne provocate dalle tribù dei Dagestani note come Lekianoba.
Durante i suoi anni di prigionia, Vakhtang richiese l'aiuto dei monarchi cristiani d'Europa, in particolare inviando suo zio e tutore, Sulkhan-Saba Orbeliani, in missione presso Luigi XIV di Francia. Inviò quindi delle lettere a papa Innocenzo XIII ed all'imperatore Carlo VI del Sacro Romano Impero datate 29 novembre 1722 dicendo che da anni egli era segretamente un cattolico, ma non poteva confessarlo in pubblico per paura che il popolo lo ritenesse un traditore, fatto a cui aggiunse la conferma dei missionari cappuccini in Persia. I cappuccini stessi scrissero una lettera nella quale confermarono questa versione dicendo che il sovrano si era convertito all'Islam solo di facciata, ma in realtà comunque continuava a frequentare delle messe cattoliche da loro stessi celebrate. Questi sforzi si dimostrarono politicamente vani e Vakhtang, seppur riluttante, dovette convertirsi nel 1716, adottando il nome di Husayn-Qoli Khan. Venne nominato sipah-salar (comandante in capo) dell'esercito persiano e prestò servizio come beglerbeg (governatore generale) di Shirvan per qualche tempo. Inviò suo figlio Bakar a governare Cartalia dopo che Jesse, abiurato all'islam, si era ritirato dal trono.

## Il suo regno
Vakhtang rimase per sette anni in Persia prima che gli fosse permesso di ritornare nel suo regno nel 1719. Venne inviato nuovamente in Cartalia per sedare i condinui raid compiuti dalle tribù caucasiche delle montagne, in particolare dei Lezgini del Dagestan. Assistito da altri regnanti locali, Vakhtang riuscì nell'impresa. All'apice della campagna, ad ogni modo, durante l'inverno del 1721, il governo persiano lo richiamò. L'ordine, che venne eseguito dopo la caduta del gran visir Fath-Ali Khan Daghestani, venne condotto su istigazione di una fazione di eunuchi della corte reale, i quali avevano persuaso lo scià che una campagna conclusasi con successo per Vakhtang avrebbe giovato ben poco ai Safavidi in Persia oltre ad averlo giustificato al ruolo di wali ed a metterlo in mostra come possibile alleato per la Russia nelle sue mira di conquista sull'Iran. Queste trame posero fine al giuramento di fedeltà di Vakhtang allo scià. Egli siglò infatti un contratto segreto con lo zar Pietro il Grande di Russia nel quale espresse il proprio supporto ad una futura presenza russa nel Caucaso. Dopo diversi ritardi, Pietro stesso si impegnò ad inviare un esercito di 25.000 uomini con una notevole flotta ad ovest del Mar Caspio nel luglio del 1722, dando così inizio alla Guerra russo-persiana (1722-1723).
In quell'epoca, la dinastia safavide della Persia si trovava nel più totale caos interno ed era ormai in declino, con la capitale Isfahan assediata dai ribelli afghani. Come vassallo dei persiani e comandante, il fratello di Vakhtang, Rostom, morì durante l'assedio e lo scià nominò il figlio di Vakhtang Bakar come nuovo comandante delle difese. Ad ogni modo, Vakhtang si rifiutò di partecipare all'assedio di Isfahan. Nel contempo anche gli Ottomani gli offrirono un'alleanza contro la Persia, ma Vakhtang preferì attendere l'arrivo dei russi prima di intraprendere ulteriori mosse. Le promesse di Pietro il Grande nel provvedere supporto militare ai cristiani del caucaso per una definitiva emancipazione dell'area dal giogo persiano crearono grande euforia tra i georgiani e gli armeni.
Nel settembre di quello stesso anno, Vakhtang VI era accampato a Gäncä con un esercito combinato georgiano-armeno di 40.000 uomini che si unirono alla spedizione russa che avanzava. Egli sperava che lo zar avrebbe protetto il Caucaso sia dai persiani che dai turchi, ma in realtà Pietro tornò presto in Russia dal momento che egli non desiderava ancora confrontarsi direttamente con gli ottomani i quali già stavano preparandosi a succedere al governo safavide nel Caucaso. Vakhtang, abbandonato dai suoi alleati russi, tornò a Tbilisi nel novembre del 1722. Lo scià si vendicò con lui dando il permesso al re musulmano Costantino II di Cachezia di conquistare il regno di Cartalia. Nel maggio del 1723, Costantino ed i persiani marciarono nei possedimenti di Vakhtang. Vakhtang, dopo essersi difeso per qualche tempo a Tbilisi, ne venne finalmente espulso. Vakhtang si spostò dunque nella Cartalia interna nel tentativo di ottenere supporto dalle forze ottomane che avanzavano e si sottomise all'autorità del sultano; ma i turchi, occupando il paese, diedero il trono a suo fratello Jesse, che nuovamente si convertì (anche se solo nominalmente) all'islam.
Nel corso di queste invasioni ad opera degli ottomani, dei persiani, dei daghestiani e degli afghani, tre quarti della popolazione della Georgia morì. Vakhtang, dopo essersi nascosto nelle montagne coi suoi sostenitori, cercò nuovamente la protezione di Pietro, che lo invitò in Russia. Accompagnato dalla sua famiglia, dai suoi più stretti compagni d'arme e da una scorta di 1200 uomini, attraversò il Caucaso verso la Russia dove giunse nel luglio del 1724. Pietro era da poco morto ed il suo successore, Caterina I, pur non aiutandolo direttamente permise a Vakhtang di insediarsi in Russia, garantendogli una pensione e alcune proprietà.
Vakhtang risiedette in Russia sino al 1734, ma in quello stesso anno si risolse a provare a recuperare i suoi domini. La zarina Anna acconsentì al progetto di Vakhtang, ma gli diede precise istruzioni su come agire in Persia, instradandolo anche su come far diventare georgiani e caucasici vassalli dei russi. Vakhtang iniziò un viaggio diplomatico con questo scopo in compagnia di un generale russo, ma si ammalò lungo il cammino e morì ad Astrachan' il 26 marzo 1737. Venne sepolto nella chiesa dell'Assunta in città. Molti dei suoi sostenitori rimasero in Russia, e servirono successivamente l'esercito russo. Un suo discendente fu Pëtr Bagration.

## Attività culturali e di studio

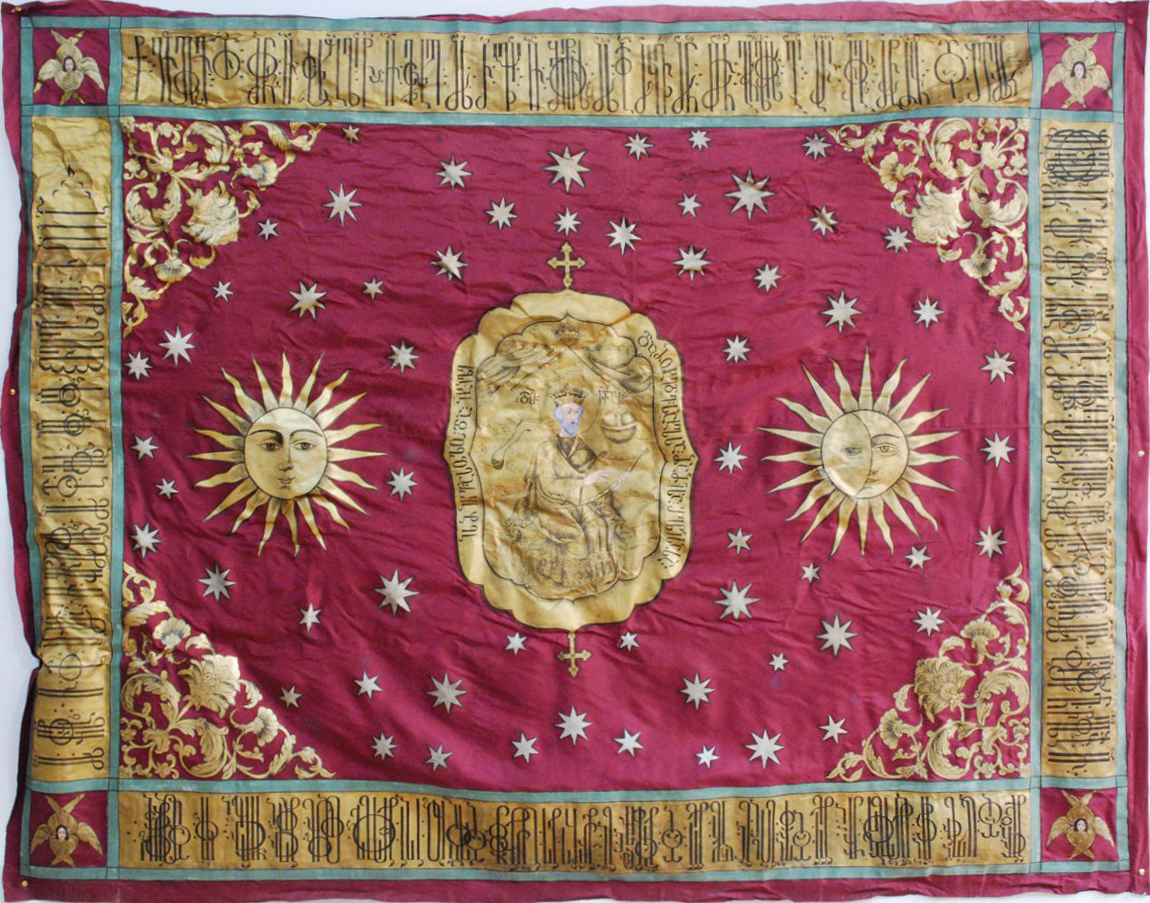
Stendardo reale di Vakhtang VI che rappresenta re Davide, in riferimento ai Bragationi ed alla loro mitica discendenza da re Davide.

Anche se le decisioni Vakhtang spesso furono oggetto di critiche, la sua attività culturale fu il coronamento del suo regno. Egli fu, al contrario, uno dei monarchi più importanti della sua epoca. Autore e organizzatore di numerosi progetti culturali e di educazione, fece rivivere la vita intellettuale del suo paese. Fu lui che, con l'aiuto dell'arcivescovo di Valacchia Anthim l'Iberico, fondò nel 1709, la prima tipografia in Georgia e nell'intero Caucaso. Tra i libri pubblicati nella "tipografia di Vakhtang" di Tbilisi vi fu il poema epico nazionale del XII secolo Il cavaliere dalla pelle di leopardo (Vep’khistkaosani) di Shota Rustaveli, edito con commenti personali a cura del re. Questo indusse un rinnovato interesse verso i poeti nazionali medievali e influenzerà tutta una generazione di poeti georgiani del XVIII secolo, generalmente conosciuto come il Rinascimento della letteratura georgiana.
Egli si occupò anche di far stampare la Bibbia secondo i dettami tradotti nel V secolo dal greco al georgiano e successivamente ricorretti nell'XI secolo dai monaci del convento georgiano sul Monte Athos. La sua stamperia realizzò anche edizioni dei vangeli, degli atti degli apostoli, dei salmi e di altri libri liturgici e di preghiera, causando così gravi attriti con la corte persiana che percepì il nominalmente musulmano Vakhtang, più affezionato alla diffusione del cristianesimo che del Corano.
Eminente critico e traduttore, Vakhtang stesso fu autore di diversi poemi lirici patriottici. Vakhtang presiedette inoltre personalmente una commissione per compilare un corpus delle cronache della Georgia dal medioevo all'era moderna diventato noto come Cronache georgiane.

## Proposta di risepoltura

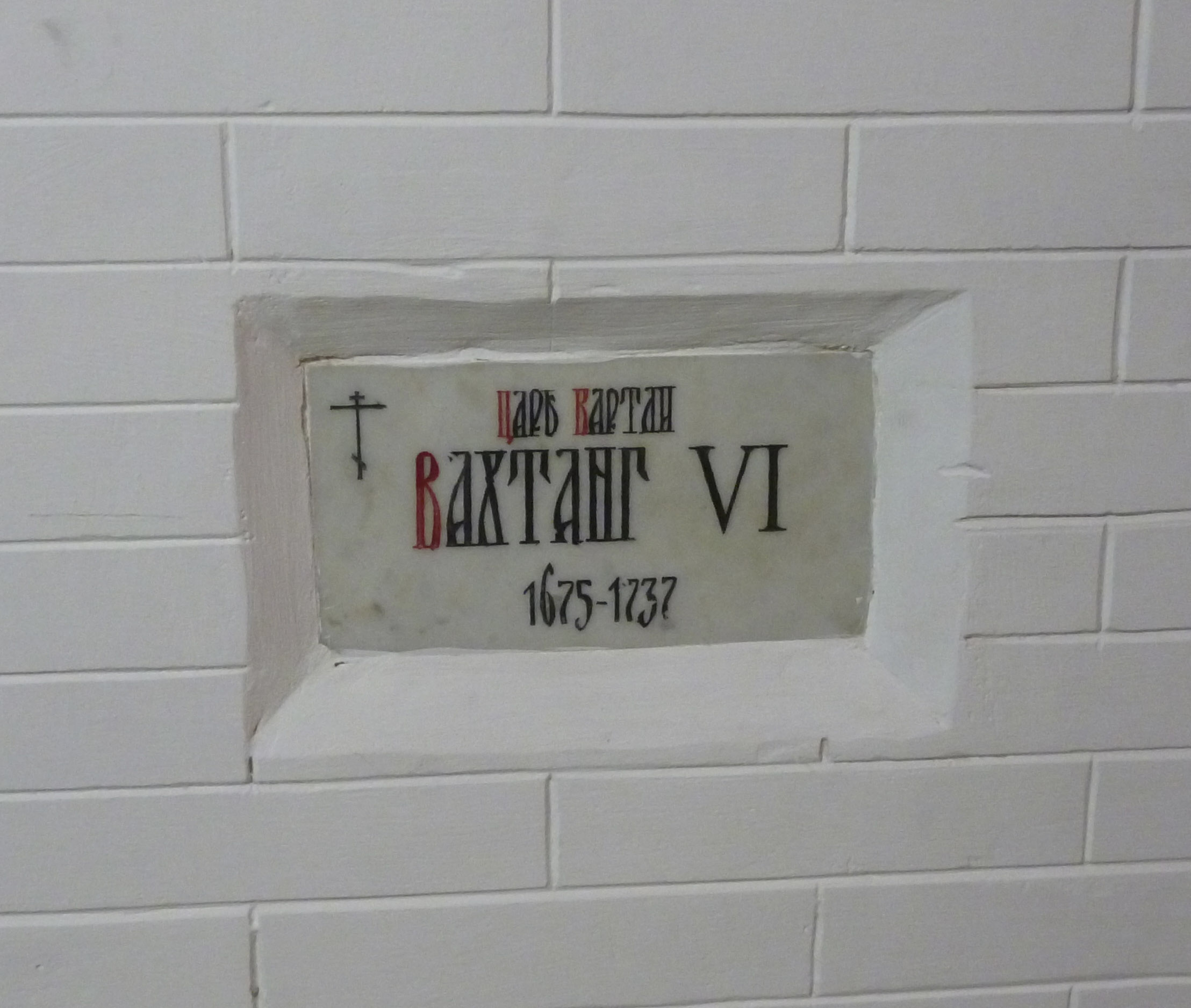
Tomba di re Vakhtang VI ad Astrachan'.

Nel luglio del 2013, la Georgia ha avanzato la proposta di riseppellire i resti del monarca in terra georgiana.

## Famiglia
Vakhtang sposò a Imereti, Georgia orientale, nel 1696, la principessa circassiana Rusudan (m. a Mosca, il 30 dicembre 1740). Ebbero cinque figli, tre femmine e due maschi:
- Tamara (1696 - 12 aprile 1746), nel 1712 sposò Teimuraz, re di Cachezia e Cartalia, con discendenza:
  - Ketevan, nel 1737 sposò Adil Shah;
  - Elene, nel 1743 sposò Zaza Tsitsishvili;
  - Ana (1720 – 4 dicembre 1788), nel 1744 sposò Dimitri Orbeliani (m.1776), in seguito sposò Ioane Orbeliani.
  - Eraclio II (7 novembre 1720 - 11 gennaio 1798); re di Cartalia e Cachezia.
- Anna (1698 - 1746, anche nota come Anuka), nel 1712 sposò Vakhushti Abashidze, con discendenza:
  - Levan;
  - Nikoloz.
- Tuta (1699 - 1746), nel 1712 sposò Geveden dei duchi di Rach'a, senza discendenza;
- Bakar (7 aprile 1700 - 1º febbraio 1750), re titolare di Cartalia. Sposò Ana Eristavi, con discendenza:
  - Alexander (1726–1791), ufficiale russo;
  - Levan (1739–1763), ufficiale russo;
  - Mariam (m. 1807);
  - Elisabetta (m. 1796), sposò Nikolay Odoevskij;
  - Una figlia.
- Giorgio (2 agosto 1712 - 19 dicembre 1786), generale dell'Impero russo. Sposò Maria Iakovna Dolgorukova, con discendenza:
  - Vasily (1749–1764);
  - Jacob (1751–1768);
  - Anna (1754–1779).

Vakhtang ebbe inoltre diversi figli extramatrimoniali tra cui:
- Rostom (m. 1698)
- Vakhushti
- Paata
- Elena
- Mariam